# Antonio Veneziano
Antonio Veneziano (ou  Antonio, o Veneziano) foi um pintor italiano, que trabalhou principalmente nas cidades de Siena, Florença e Pisa, entre 1369 e 1419.  
Nasceu aparentemente em Veneza e estudou com Taddeo Gaddi. Em 1384-87, Antonio completou os afrescos iniciados por  Andrea de Bonaiuto no Campo Santo (Camposanto Monumentale), em Pisa. Já deteriorados pelo tempo, os afrescos foram severamente danificados durante um bombardeio aliado na Segunda Guerra Mundial. 
Em Pisa, ele trabalhou com Andrea Vanni no teto da catedral em 1370. Antonio pintou o teto da Capellone degli Spagnuoli na Basílica de Santa Maria Novella, em Florença. Em 1374, foi registrado na guilda dos apotecários, que incluía pintores, em Florença. Também trabalhou na Igreja de San Nicolò Reale, em Palermo, na obra Virgem e São João em agonia (1388). Morreu em Florença. Gherardo Starnina foi seu aluno mais famoso.